# 乔守仁
喬守仁（？—？），山東萊陽縣人，清朝政治人物。進士出身。

## 生平
乾隆七年（1742年），喬守仁中式壬戌科三甲進士。乾隆十六年（1751年）任江蘇娄县知县。乾隆二十三年（1758年）十月，擔任宜興縣知縣。